# みんなノーマル
『みんなノーマル』は、ゲスの極み乙女。の3枚目のミニアルバムでありメジャー初のアルバムである。2014年4月2日にワーナーミュージック・ジャパン内のレーベルunBORDEより発売された。
収録曲「パラレルスペック」と「ノーマルアタマ」は、MVが制作された。2本とも監督は大久保拓朗が務める。
また、キュレーションマガジン『Antenna』のCMソングに「パラレルスペック」が起用された。
第7回CDショップ大賞ノミネート作品。（CDショップ大賞候補に本作と「魅力がすごいよ」2作品ノミネートし、「魅力がすごいよ」が入賞するなど多数の支持を集めたことから特別にBEST ARTIST賞を受賞）

## 収録曲
| 全作詞・作曲: 川谷絵音。 |                                                                    |          |            |      |
| #                        | タイトル                                                           | 作詞     | 作曲・編曲 | 時間 |
| 1.                       | 「パラレルスペック」(キュレーションマガジン『Antenna』CMソング。)  | 川谷絵音 | 川谷絵音   | 4:33 |
| 2.                       | 「サカナの心」                                                     | 川谷絵音 | 川谷絵音   | 3:43 |
| 3.                       | 「市民野郎」                                                       | 川谷絵音 | 川谷絵音   | 3:26 |
| 4.                       | 「ノーマルアタマ」                                                 | 川谷絵音 | 川谷絵音   | 3:57 |
| 5.                       | 「song3」(インディーズ時代のCD『乙女とダンス.ep』収録曲の再録音。) | 川谷絵音 | 川谷絵音   | 3:05 |
| 6.                       | 「ユレルカレル」                                                   | 川谷絵音 | 川谷絵音   | 4:39 |
| 合計時間:                | 合計時間:                                                          | 23:23    |            |      |

## 参加メンバー
- 川谷絵音：ボーカル/ギター (#1,#3,#4,#5)
- 休日課長：ベース/コーラス
- ちゃんMARI：キーボード/コーラス
- ほな・いこか：ドラムス/コーラス